# Oľka (Gemeinde)
Oľka (russinisch Олька/Olka) ist eine Gemeinde im äußersten Osten der Slowakei mit 251 Einwohnern (Stand 31. Dezember 2024) und gehört zum Okres Medzilaborce, einem Kreis des Prešovský kraj.

## Geographie
Die Gemeinde befindet sich im Bergland Laborecká vrchovina (Teil der Niederen Beskiden) im oberen Tal der Oľka. Das Ortszentrum liegt auf einer Höhe von 248 m n.m. und ist 28 Kilometer von Medzilaborce sowie 43 Kilometer von Vranov nad Topľou entfernt.
Nachbargemeinden sind Repejov im Norden, Čabiny im Osten, Radvaň nad Laborcom im Südosten, Hrubov, Pakostov und Ruská Kajňa im Süden, Ruská Poruba im Westen und Závada im Nordwesten.

## Geschichte
Die heutige Gemeinde entstand 1944 durch Zusammenschluss der Orte Nižná Oľka (ungarisch Sztropkóolyka) und Vyšná Oľká (ungarisch Homonnaolyka). 1965 wurde noch der Ort Krivá Oľka (ungarisch Gödrösolyka – bis 1907 Krivaolyka), der bis heute einen Gemeindeteil bildet.
Zum ersten Mal wurde das heutige Gemeindegebiet 1408 als Elke schriftlich erwähnt. Das heutige Gemeindegebiet war lange Zeit zwischen den Herrschaftsgütern von Humenné (Ort Krivá Oľka) und Stropkov (Orte Nižná Oľka und Vyšná Oľka) geteilt. 1828 gab es insgesamt 123 Häuser und 910 Einwohner, die in der Forst- und Landwirtschaft beschäftigt waren.
Bis 1918 gehörten die im Komitat Semplin gelegenen Orte zum Königreich Ungarn und kamen danach zur Tschechoslowakei beziehungsweise heute Slowakei. 1944 wurde ein Großteil der Gemeinde als Rache für Partisanenunterstützung von hitlerdeutschen Truppen niedergebrannt.

## Bevölkerung
| Jahr                | 1994 | 2004     | 2014     | 2024     |
| ------------------- | ---- | -------- | -------- | -------- |
| Anzahl der Personen | 426  | 350      | 295      | 251      |
| Unterschied         |      | −17,84 % | −15,71 % | −14,91 % |

| Jahr                | 2023 | 2024    |
| ------------------- | ---- | ------- |
| Anzahl der Personen | 251  | 251     |
| Unterschied         |      | +1,42 % |

Gemäß der Volkszählung 2011 wohnten in Oľka 320 Einwohner, davon 166 Russinen, 136 Slowaken und jeweils zwei Roma und Ukrainer. 14 Einwohner machten diesbezüglich keine Angabe. 265 Einwohner bekannten sich zur griechisch-katholischen Kirche, 20 Einwohner zur römisch-katholischen Kirche, zehn Einwohner zur orthodoxen Kirche und ein Einwohner zur evangelischen Kirche A. B.; vier Einwohner waren anderer Konfession. Fünf Einwohner waren konfessionslos und bei 15 Einwohnern wurde die Konfession nicht ermittelt.

## Bauwerke
- griechisch-katholische Geburt-der-Gottesgebärerin-Kirche im Barockstil aus dem 18. Jahrhundert